# Morteza Papi-Nija
Morteza Papi-Nija (pers. مرتضی پاپی نیا) – irański zapaśnik w stylu klasycznym. Zdobył złoty medal w mistrzostwach Azji w 1983 roku.